# 中華民國—甘比亞關係
中華民國與甘比亞共和國於1968—1974年、1995—2013年有正式外交關係，第二次斷交後，目前沒有在對方首都互設具大使館功能的代表機構。對甘比亞的相關事務由駐奈及利亞聯邦共和國臺北貿易辦事處兼轄。

## 政治

### 外交
中華民國與甘比亞的接觸始於1960年。
1968年11月12日，甘比亞與中華民國建交。
1969年11月5日，於首都班竹設立中華民國駐甘比亞共和國大使館，並派駐大使。
1974年12月14日，甘比亞與中華人民共和國簽署《建交公報》。12月28日，中華民國與甘比亞斷交。12月30日，駐甘比亞大使館關閉。甘比亞在與中華民國建交期間則未設大使館、派駐大使。
1995年7月13日，在1994年甘比亞政變後，賈梅成為執政者，與中華民國復交。7月21日，駐甘比亞大使館復館；甘比亞共和國駐中華民國大使館亦於1996年6月在首都台北開館。
2013年11月14日，甘比亞總統賈梅單方面宣佈基於「國家戰略利益」決定和中華民國斷交，並表示「覺得台灣已經不需要我們了」。11月18日，中華民國政府也基於維護國家尊嚴及活路外交原則，決定終止與甘比亞之外交關係，並撤離大使館、技術團人員及停止一切雙邊合作計畫。
2016年3月17日，中華人民共和國外交部發表聲明，與甘比亞伊斯蘭共和國復交。
邦交期間，中華民國政府曾積極協助甘比亞進行有益國家發展及國計民生之合作計畫，包括教育、農業、醫療、軍事及基礎建設等項目。

#### 支持中華民國參與國際組織

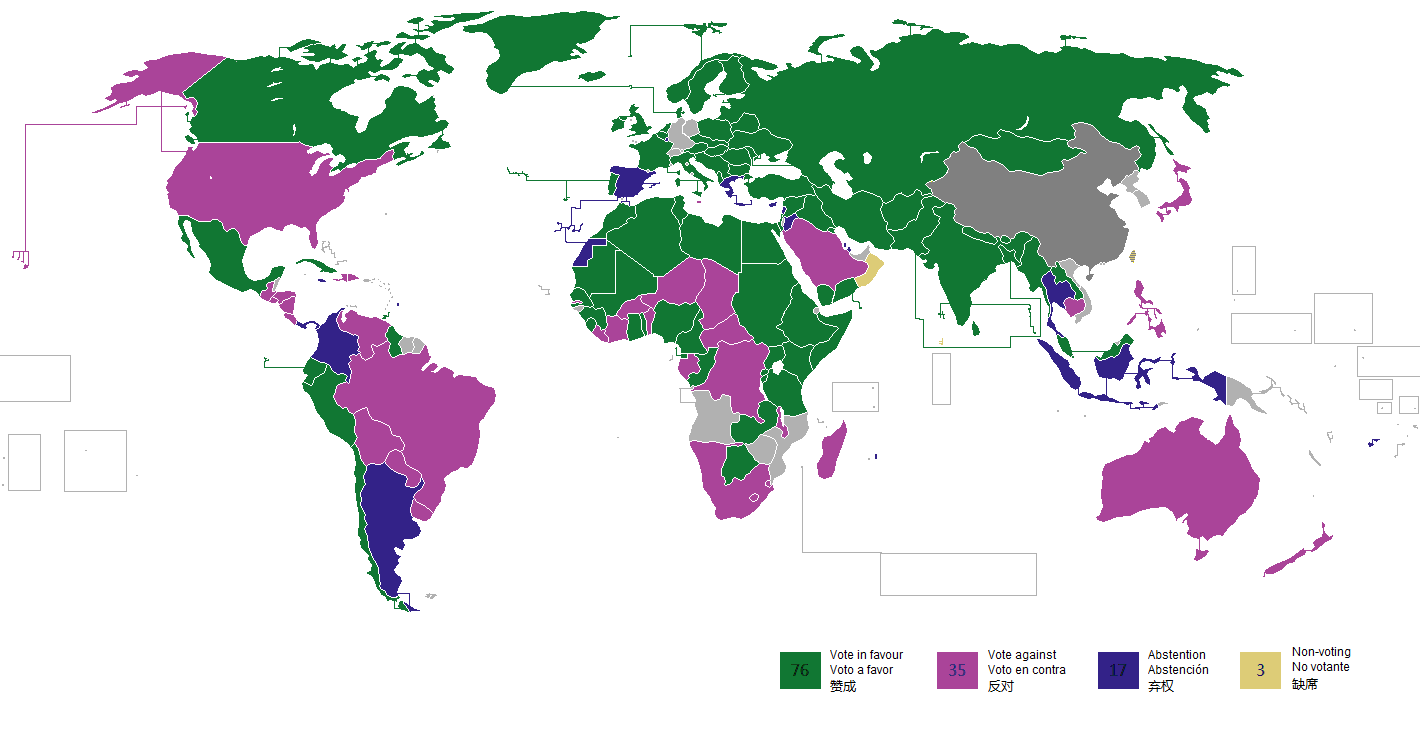
紫色國家表示在1971年的投票中支持中華民國續留聯合國，即《聯合國大會2758號決議》，其中包括甘比亞共和國。

兩國在邦交期間，甘比亞曾多次支持中華民國參與國際組織。
1995年9月，甘比亞與其他19個中華民國的邦交國連署提案，要求联合国大会設立研究委員會將「根據會籍普遍原則並按照分裂國家在聯合國已建立的平行代表權模式，審議在台灣的中華民國在國際體系中的特殊情況」案列入議程。年底，在聯合國大會的總辯論，以及聯合國成立50週年特別紀念會議中發言支持；1996年7月，甘比亞與其他15個中華民國的邦交國提案，要求聯合國大會將「審議聯大第二七五八（XXVI）號決議所造成臺灣地區二千一百三十萬人無法參與聯合國相關活動之問題」案列入議程；1997年7月，甘比亞與其他8個中華民國的邦交國提案，要求聯合國大會將「基於國際情勢之變遷以及中國分治之現實，有必要重新檢討聯大第二七五八（貳拾陸）號決議」案列入議程。年底，在大會的總辯論中發言支持；1998年7月，甘比亞與其他14個中華民國的邦交國連署提案，要求聯合國大會將「基於國際情勢之變遷以及中國分治之事實，應重新檢討聯大第二七五八（貳拾陸）號決議」案列入議程。9月，在大會的總辯論中發言支持；1999年8月，甘比亞與其他12個中華民國的邦交國連署提案，要求聯合國大會將「應審視中華民國在台灣所處之特殊國際處境，以確保其二千二百萬人民參與聯合國之基本權利獲得完全尊重」案列入議程。9月，在大會的總辯論中發言支持；2000年8月，甘比亞與其他13個中華民國的邦交國提案，要求聯合國大會將「應審視中華民國在台灣所處之特殊國際處境，以確保其兩千三百萬人民參與聯合國之基本權利獲得完全尊重」案列入議程；2001年8月，甘比亞與其他15個中華民國的邦交國提案，要求聯合國大會將「有必要審視在台灣之中華民國所處特殊國際處境，俾確保其兩千三百萬人民參與聯合國工作和活動之基本權利獲得充分尊重」案列入議程。11月，在大會的總辯論中發言支持；2002、2003年8月，甘比亞與其他14個中華民國的邦交國連署提案，要求聯合國大會將「中華民國（台灣）在聯合國的代表權問題」案列入議程；2004年8月，甘比亞與其他14個中華民國的邦交國提案，要求聯合國大會將「台灣二千三百萬人民在聯合國的代表權問題」案列入議程；2005年9月，甘比亞在大會的總務委員會中，發言支持將「台灣2,300萬人民在聯合國的代表權問題」與「聯合國在維護台海和平方面扮演積極角色」案列入議程；2006年8月，甘比亞與其他16個中華民國的邦交國連署提案，要求聯合國大會將「臺灣2300萬人民在聯合國的代表權及參與問題」案列入議程。9月，在大會的總務委員會中發言支持；2007年8月，甘比亞與其他15個中華民國的邦交國連署提案，要求聯合國大會將「促請安全理事會依據安理會議事規則第59、60條及聯合國憲章第4條，處理台灣之會員申請案」列入議程，這是首度由中華民國總統陳水扁致函聯合國秘書長潘基文以臺灣名義申請入會。9月，在大會的總辯論中發言支持台灣加入聯合國；2008年8月，甘比亞與其他16個中華民國的邦交國連署提案，要求聯合國大會將「需要審查中華民國（台灣）2,300萬人民有意義參與联合国专门机构活動的基本權利」案列入議程。9月，在大會的總辯論中發言支持；2009年9月，甘比亞總統在大會的總辯論中發言支持中華民國有意義參與聯合國專門機構；2010年9月，甘比亞在大會的總辯論中，發言呼籲聯合國基於全人類福祉的考量，尋求適當方式接納台灣參與聯合國體系，尤其是國際民用航空組織（ICAO）與《聯合國氣候變遷綱要公約》（UNFCCC）；2011年9月，甘比亞副總統在聯合國大會預防及控制非傳染性疾病高階全會及總辯論中，發言肯定臺灣推動有意義參與聯合國體系的訴求；2012、2013年9月，甘比亞副總統與總統分別於大會的總辯論中支持中華民國有意義參與聯合國體系。
1997年5月，甘比亞在世界卫生大会（WHA）發言支持中華民國以观察员身份參與世界衛生大會；1999年4月，甘比亞與其他3個中華民國的邦交國向世界衛生大會提案「邀請中華民國（台灣）以觀察員身分參與世界衛生大會」；2006、2008年5月，甘比亞在世界衛生大會發言支持。
2009、2010年11月，甘比亞與其他中華民國的邦交國向《聯合國氣候變遷綱要公約》（UNFCCC）秘書處致函，支持台灣成為大會觀察員，並有意義參與；2011年11月，甘比亞與其他15個中華民國的邦交國向UNFCCC秘書處致函，並在締約方大會高階會議上發言支持。
2010年10月，甘比亞與其他13個中華民國的邦交國向國際民用航空組織（ICAO）以致函或發送書面聲明的方式支持台灣以觀察員身分有意義參與，並在大會中發言支持。

### 人員互訪（1996年至今）

#### 甘比亞
| 職稱     | 姓名                                                                     | 日期                                                                                                 | 備註                                                          |
| -------- | ------------------------------------------------------------------------ | --- | ------------------------------------------------------------- |
| 總統     | 賈梅                                                                     | 1996年11月、1998年11月、2001年1月 2003年10月、2004年5月、2005年10月 2007年12月、2009年4月、2012年6月 | [ 4 ] [ 49 ] [ 50 ] [ 51 ] [ 52 ] [ 53 ] [ 54 ] [ 55 ] [ 56 ] |
| 總統夫人 | 法阿爾                                                                   | 1997年9月                                                                                            | [ 4 ]                                                         |
| 副總統   | 辛格鐵 賈莎迪                                                            | 1996年5月 2000年5月、2007年9月、2008年5月、2013年10月                                                | [ 4 ] [ 2 ] [ 57 ] [ 58 ] [ 59 ]                              |
| 國會議長 | 瓦達 迪巴 西塞（Fatoumata Jahumpa-Ceesay） 芮內（Elizabeth Renner） 伯將 | 1999年6月 2002年11月 2008年10月 2010年6月、2010年10月 2011年10月                                     | [ 60 ] [ 61 ] [ 62 ] [ 63 ] [ 64 ] [ 65 ]                     |

僅列舉部分名單：
總統府秘書長賈義、沙拉、巴爾（Njogou Bah）、外交部長強恩、恩吉、喬貝、薩內、巴喬、賈宏帕、突瑞、賈梅、唐卡拉、賈義、內政部長巴吉、桑巴霸、山可、司法部長莒富、聖弗道、農業部長薩爾拉、山內、歐文斯（Solomon Owens）、石油部長賈帖、財政暨經濟部長賈塔、巴拉蓋、卡爾、觀光暨文化部長賈翊、裘賈義、地方政府暨土地部長巴喬、桑布、衛生暨社會福利部長卡薩馬（Yankuba Kassama）、恩布威、賈易、賈洛（Mariama Jallow）、法第·巴吉、通訊新聞暨科技部長麥道蓋、查姆（Alhagi Cham）、基礎暨中等教育部長費伊、高等教育研究科學暨科技部長強生、沙西塞、唐卡拉、貿易工業暨就業部長曼狄（Dominic Mendy）、席拉（Musa H. Sillah）、柯里、托瑞（Kebba S. Touray）、交通工程暨基礎建設部長巴爾、姆伯吉（Francis Lity Mboge）、青年體育暨宗教事務部長圖瑞、法葉、鞏梅茲、漁業自然資源暨環境部長歐淑珊、圖瑞、獨立選舉委員會主席羅伯茲（Gabriel Roberts）、民用航空局長柏強（Fansu Bojang）、國會副議長畢德薇、阿吉（George Azzi）、參謀總長湯巴、金帖、陸軍總司令賈達（B. Jatta）、警察總監藍汀·巴吉（Landing Badjie）、常駐聯合國代表歐淑珊、班竹市長法爾。

#### 中華民國
| 職稱       | 姓名          | 日期                 | 備註         |
| ---------- | ------------- | -------------------- | ------------ |
| 總統       | 陳水扁 馬英九 | 2000年8月 2012年4月  | [ 2 ] [ 82 ] |
| 副總統     | 呂秀蓮        | 2001年10月           | [ 78 ]       |
| 立法院院長 | 王金平        | 2010年7月            | [ 72 ]       |
| 考試院院長 | 許水德 姚嘉文 | 1996年10月 2004年7月 | [ 4 ] [ 52 ] |

僅列舉部分名單：
國家安全會議秘書長胡為真、外交部長章孝嚴、胡志強、程建人、陳唐山、歐鴻鍊、楊進添、國防部長高華柱、行政院勞工委員會主任委員王如玄、經濟建設委員會主任委員江丙坤、財政部賦稅署長王得山。

## 經濟

### 貿易
| 年分 | 貿易總額  | 貿易總額 | 貿易總額 | 出口至甘比亞 | 出口至甘比亞 | 出口至甘比亞 | 自甘比亞進口 | 自甘比亞進口 | 自甘比亞進口 | 順逆差  |
| 年分 | 金額      | 年增減   | 排名     | 金額         | 年增減       | 排名         | 金額         | 年增減       | 排名         | 順逆差  |
| ---- | --------- | -------- | -------- | ------------ | ------------ | ------------ | ------------ | ------------ | ------------ | ------- |
| 2017 | 1,104,279 | ▲38.2%   | 188      | 459,026      | ▲6.2%        | 191          | 645,253      | ▲76.1%       | 162          | 逆差 -- |
| 2018 | 2,053,824 | ▲86.0%   | 172      | 664,176      | ▲44.7%       | 187          | 1,389,648    | ▲115.4%      | 149          | 逆差▲   |
| 2019 | 3,166,177 | ▲54.2%   | 174      | 647,045      | ▼2.6%        | 183          | 2,519,132    | ▲81.3%       | 139          | 逆差▲   |
| 2020 | 2,638,125 | ▼16.7%   | 173      | 712,631      | ▲10.1%       | 180          | 1,925,494    | ▼23.6%       | 144          | 逆差▼   |
| 2021 | 1,913,370 | ▼27.5%   | 184      | 1,228,772    | ▲72.4%       | 176          | 684,598      | ▼64.4%       | 163          | 順差 -- |
| 2022 | 6,958,256 | ▲263.7%  | 162      | 499,838      | ▼59.3%       | 186          | 6,458,418    | ▲843.4%      | 119          | 逆差 -- |
| 2023 | 1,016,587 | ▼85.4%   | 192      | 893,934      | ▲78.8%       | 175          | 122,653      | ▼98.1%       | 178          | 順差 -- |
| 2024 | 892,919   | ▼12.2%   | 194      | 859,790      | ▼3.8%        | 178          | 33,129       | ▼73.0%       | 193          | 順差▲   |

2023年的兩國貿易項目如下：
出口至甘比亞的前10大項目為：氧官能胺基化合物；小客車與其他主要設計供載客之機動車輛；機器腳踏車與腳踏車裝有輔助動力者、邊車；特殊物品，含出口未超過5萬新臺幣之小額報單與其他零星物品；翻修或已使用之橡膠氣胎、實心或半實心橡膠輪胎；電話機（包括智能手机），以及其他傳輸或接收聲音、圖像之有線或无线网络通訊器具；種植用種子、果实與孢子；手提工具，氣動、液壓或裝有電力或非電力之原動機者；其他鋼鐵製品；離心分離機、液體或氣體過濾與淨化機具等。
自甘比亞進口的項目為：木材；車輛之零件與附件；電路開關、保護電路或連接電路用之電氣用具、光纖、光纖束、光纤电缆或光纖傳輸纜用之連接器；特殊物品，含進口未超過5萬新臺幣之小額報單與其他零星物品；鋼鐵製螺釘、螺栓、螺帽、螺旋鈎、車用螺釘、鉚釘、橫梢、開口梢、墊圈與類似製品；自動調節或控制用儀器與器具等。

### 投資
1999年，有台灣廠商在甘比亞投資3萬美元設立進出口貿易公司，承包工程。

## 援助

### 農業
1995年11月25日，中華民國派駐甘比亞農業技術團。工作項目包括稻米增產、設立蔬菜生產區、設立農業機械中心以支援稻米及蔬菜生產、指導農民種植稻米及蔬菜，尤其以潮汐灌溉大幅降低稻米生產成本，另成立蔬菜產銷合作社，輔導蔬菜外銷。
資助甘比亞「稻米擴展、蔬菜生產班輔導及吳郭魚養殖技術移轉計畫」。其中在甘比亞進行「陸稻擴展計畫」運用台灣農業技術優勢，以4年期（2009－2012年）、3萬2,000公頃陸稻推廣、稻穀單位面積產量提高至2.2公噸為目標，搭配各類講習與訓練，建立陸稻推廣標準作業流程。甘比亞政府也主動提出接續陸稻擴展計畫的「陸稻鞏固計畫」，預定2013－2017年執行，以持續改善該國糧食自給率偏低的現況，但因2013年兩國斷交而中止。

### 醫療
1995年10月，簽署《醫療合作協定》，中華民國承諾每年提供醫療援助金給予甘比亞用以採購醫療設備、藥品、聘僱外國醫事人員、派遣醫事人員赴國外研習。
財團法人國際合作發展基金會（國合會）在甘比亞成立「孕產婦保健功能提升計畫」。2012年，馬偕紀念醫院義診團兩度赴該國實施醫療服務。

## 交流

### 學術
中華民國外交部提供「臺灣獎學金」、教育部提供「華語文獎學金」，給予甘比亞學生申請赴臺攻讀學位及學習華語文；國合會亦提供「高等人力獎學金」給予甘比亞學生赴台進修。2004年起，選送該國學生赴台，就讀特設的石油專班、資訊專班、土木專班、農業專班、藝術專班、生物醫學專班等。
2012年3月，中華民國駐甘比亞大使館在首都班竹設立「臺灣文化中心」。

### 僑民
在甘比亞的華僑約200人，台僑則不及10人。僑情單純，無僑團組織，亦無僑校。

## 協定
| 日期           | 簽署                                                         | 備註           |
| -------------- | ------------------------------------------------------------ | -------------- |
| 1966年8月12日  | 《中華民國與甘比亞間技術合作協定》                           | 以下簡稱中甘   |
| 1995年10月19日 | 《中甘醫療合作協定》                                         | [ 4 ] [ 註 4 ] |
| 1996年5月21日  | 《中甘農業技術合作協定》                                     | [ 註 5 ]       |
| 1996年9月      | 《協助甘比亞建造艾索克瑞灣公路工程計畫議定書》               | [ 4 ]          |
| 1998年7月22日  | 《中甘避免所得稅雙重課稅及防杜逃稅協定》                     | [ 註 6 ]       |
| 2005年10月3日  | 《中華民國（臺灣）政府與甘比亞共和國政府間農業技術合作協定》 |                |
| 2005年10月18日 | 《中甘派遣志工協定》                                         |                |
| 2006年5月21日  | 《中甘禽流感疫情交換合作瞭解備忘錄》                         | [ 註 7 ]       |
| 2010年6月8日   | 《中甘投資促進及相互保護協定》                               |                |
| 2012年8月8日   | 《中甘有關移民事務與防制人口販運合作協定》                   | [ 註 8 ]       |
| 2012年8月27日  | 《中甘有關甘比亞共和國孕產婦保健功能提升計畫協定》           |                |

## 簽證

持中華民國護照的中華民國國民簽證要求分布圖：入境甘比亞可以免簽證。

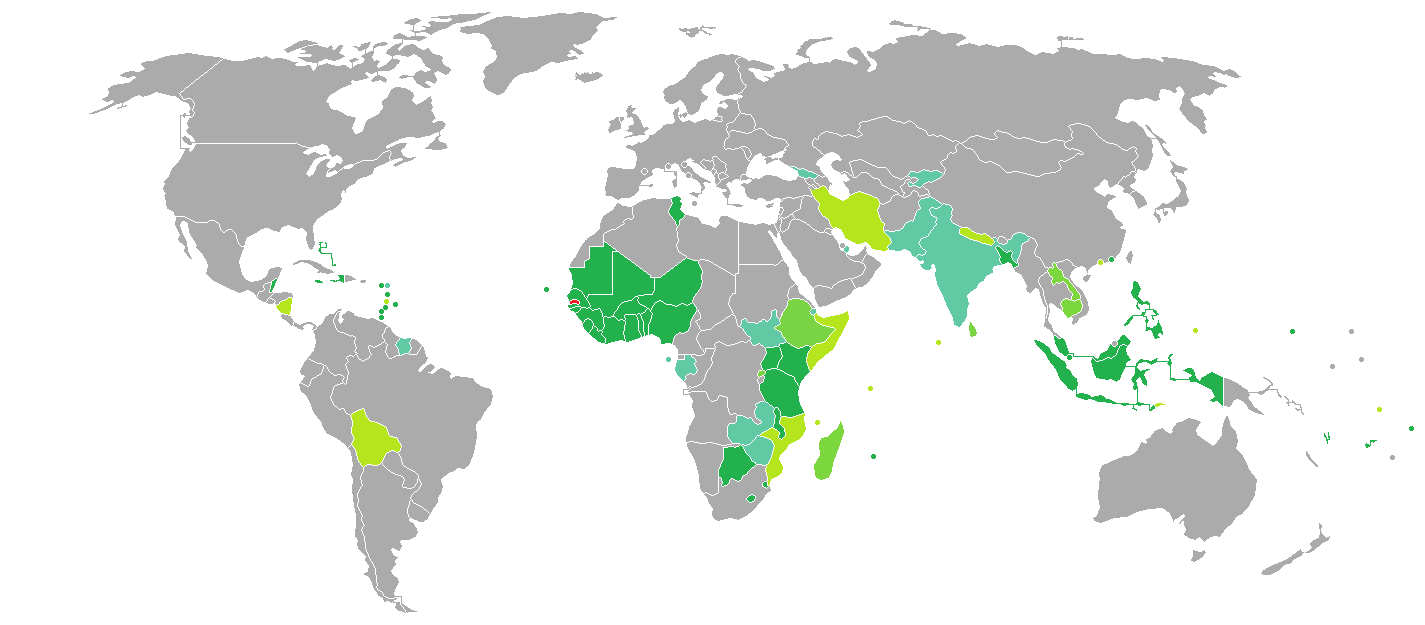
持甘比亞護照的甘比亞人口簽證要求分布圖：入境中華民國需要簽證。

甘比亞的班珠尔国际机场網頁將持中華民國護照的中華民國國民列入免簽證國家名單（Republic of China），停留天數由機場移民官核定。有鑑於甘比亞政府相關網頁屢有資訊不明或不及更新情形，應先向甘比亞駐外機構洽詢最新簽證資訊。該國是疟疾疫區，行前需注射黃熱病與腦脊髓膜炎的疫苗。
持甘比亞護照的甘比亞國民抵台參加由中央政府機關主辦、協辦或贊助之國際會議、運動賽事、商展或其他活動，可以電子簽證入境中華民國，停留最多30天並不得延期。

## 交通

### 航空

#### 客運
兩國無直航班機，可經由（不計航點遠近，截至2023年6月28日）：
- 台北→伊斯坦堡、阿姆斯特丹，再轉機前往甘比亞的班珠尔国际机场。[93]

## 外部連結
- 中華民國外交部－甘比亞共和國簡介 （页面存档备份，存于）
- 駐奈及利亞聯邦共和國臺北貿易辦事處
- 外交部領事事務局－國外旅遊警示分級表
- 中華民國衛生福利部－國際旅遊疫情建議等級
- 中華民國國際經濟合作協會 （页面存档备份，存于）